# 井川慶
井川 慶（いがわ けい、1979年〈昭和54年〉7月13日 - ）は、茨城県東茨城郡大洗町出身のプロ野球選手（投手、左投左打）、解説者・評論家。

## 概要
投手として阪神タイガースでは2度のリーグ優勝に貢献。個人ではNPBで合計9個のタイトル（6個）・主要表彰（3個）を獲得している。
愛称は「だっぺ」「イギー」「エース井川」。
NPBの阪神タイガースとオリックス・バファローズ、MLBのニューヨーク・ヤンキースでプレーし、阪神時代の2003年と2005年には、エースとしてチームをリーグ優勝に導いた。また、阪神甲子園球場開催試合で9連勝した記録を持っており、2022年に伊藤将司が10連勝を達成するまで阪神における投手としての最高記録であった。2023年シーズン終了時点でセ・リーグ最後のシーズン20勝投手でもある。
2018年以降はどのチームにも所属していないが、現役引退は明言しておらず、野球人として何らかの形で野球に関わっていたいという立場で活動している。

## 経歴

### プロ入り前
大洗町立大貫小学校、大洗町立南中学校、茨城県立水戸商業高等学校出身。
大洗野球スポーツ少年団で野球を始め、小学生までは右投げだった。高校時代も体のバランスをとるために右投げの練習は続けていた。プロ入り後も、シーズンオフに帰郷するたび、自らの後輩である大洗の小中学生相手に野球教室を開いている。
高校では橋本實より指導を受け、3年次の1997年春季大会茨城県予選2回戦、対竜ヶ崎一高戦で、7回参考記録ながら18奪三振の完全試合を達成。しかし、同年夏の茨城大会は腰痛のためほとんど登板機会がなく、決勝の対茨城東高戦（水戸市民球場）に痛み止め注射をして登板したが、自らのミスなどで4点を失い敗退。しかしこの腰痛持ちだったことが「腰の治療やトレーニングのことを考えると、最もその施設が充実しているのはプロだから」という理由でプロ入りを決意することとなる。
全国大会出場はなかったが名前は知られており、川口知哉・能見篤史と並んで「高校生左腕三羽烏」と呼ばれた。1997年のドラフト2位で阪神に入団。担当スカウトは菊地敏幸。この時は日本ハムファイターズも指名を一時検討していたが、先述の腰痛を理由に見送った。高校では日商簿記2級・英検3級の資格を取得している。

### 阪神時代
1999年2月28日、高知・春野球場で「平成の怪物」と呼ばれた西武ライオンズの松坂大輔のプロ入り後オープン戦初登板の相手として登板し、制球に苦しみながらも3回を無失点で終えた。5月2日の対広島東洋カープ戦（甲子園）に中継ぎで一軍プロ初登板を果たした。5月7日の対横浜ベイスターズ戦（横浜スタジアム）で4回に波留敏夫から初奪三振、5月19日の対広島戦（米子市民球場）でプロ初先発登板し初勝利を挙げた。
2000年は9試合に登板し、5試合で先発登板したものの、1勝しか挙げられずにシーズンを終えた。
2001年は監督の野村克也によって先発ローテーションに抜擢され、4月24日の対読売ジャイアンツ（巨人）戦（甲子園）でプロ入り後初完投勝利。監督推薦によりオールスターゲーム出場を果たした。最終的に防御率はセ・リーグ2位の2.67という成績を残したが、チームは4年連続となる最下位で打線の援護がなく、9勝13敗と負け越した。防御率2位での負け越しは1991年の今中慎二以来であった。
2002年は監督が星野仙一に代わり、3月30日の対巨人戦（東京ドーム）で開幕投手を務め完投、チームも3対1で勝利し、阪神にとって12年ぶりの開幕戦勝利に貢献した。夏場に調子を落としたが、初の2桁勝利となる14勝を挙げ、206奪三振で最多奪三振のタイトルを獲得。同年にはオールスターゲームのファン投票でセ・リーグ先発投手部門にて初めて最多票数を獲得し選出された。オフに推定年俸1億円（6000万円増）で契約更改。
2003年も開幕投手を任され、黒星を喫したものの、6月・7月に4戦連続完投勝利を挙げ、8月2日の対中日ドラゴンズ戦（甲子園）の完封勝利で自身12連勝を記録。連勝中は験担ぎとして髪を切らなかったため、約3か月も髪を伸ばしっぱなしになりアフロヘアーのような髪型になっていた。なお同年にはオールスターゲームのファン投票でセ・リーグの先発投手部門にて2位得票ながら選出されたが、これは1位得票の中日・川崎憲次郎が故障により出場を辞退したことによるものである。
この年は最終的にセ・リーグでは1999年の巨人・上原浩治以来4年ぶりの20勝投手となり、阪神を18年ぶりのリーグ優勝に導いた。なお、セ・リーグでは2004年以降20勝以上を挙げた投手はおらず、2024年シーズン終了時点でセ・リーグ最後の20勝投手ともなっている。ポストシーズンにおいては、福岡ダイエーホークスとの日本シリーズにて第1戦と第4戦に先発登板。第1戦（福岡ドーム）はダイエーの先発が井川と同じく同年20勝を挙げた斉藤和巳が登板したことで、20勝投手同士の投げ合いとなった。しかし5回3失点で降板し勝敗は付かなかった。第4戦は6回まで1失点と好投するも7回に追いつかれて6回2/3を4失点で降板。チームはサヨナラ勝ちしたが、最終的に日本一は逃した。当時年俸が1億円を超えていたにもかかわらず「食事が美味しく、野球ができる環境が整っている」という理由で、新人や独身選手用の選手寮「虎風荘」に居住を続けていたが、球団からの退寮命令を繰り返し受け、この年のオフ梅本正之寮長が定年となったのを節目に退寮。寮では模範生で、途中からは若手の講師役にも指名されていた。
2004年10月4日の対広島戦（広島市民球場）でプロ野球史上71人目となるノーヒットノーランを達成。同年は前年より調子を落とし11敗を喫し、防御率も3.73と悪化したが、14勝を挙げてチームのエースとしての役割を果たした。オフにポスティングシステムでのメジャーリーグ移籍を希望したが、球団との交渉が決裂。自費でのキャンプ参加となり、否定的な報道や一部世論の反発に遭った。以降毎年オフに球団に対しポスティングによるメジャー移籍を希望することになった。
2005年8月23日の対広島戦（広島市民球場）で1,000投球回を達成。このとき井川が連続三振を奪った勢いで捕手の矢野輝弘が記念ボールをスタンドに投げ込んでしまい、ベンチ前にほとんどの選手とコーチが出て受け取ったファンに頭を下げ、記念ボールを返してもらった。同年は二軍落ちもあったが、13勝9敗、防御率3.86の成績で2年ぶりのリーグ優勝に貢献した。千葉ロッテマリーンズと対戦した日本シリーズでは第1戦の先発を任されたが6回5失点で敗戦投手となった。井川の不調を筆頭に阪神の投手陣はシリーズ4試合で33失点と大きく打ち込まれ、チームは勝ち星なしの4連敗で日本一を逃した。
2006年には5年連続2桁勝利を達成。それまでの貢献を考慮した球団が、井川にとって3年越しの希望であったメジャー移籍を容認したことから、11月10日にポスティングによるメジャー挑戦を表明。アーン・テレムを代理人とした。11月29日にニューヨーク・ヤンキースが2600万194ドル（当時のレートで約30億円）で独占交渉権を得て落札し、12月27日に5年2000万ドル（2011年まで毎年400万ドル）＋出来高の条件で契約した。

### ヤンキース時代
2007年2月に結婚を発表。4月7日の対ボルチモア・オリオールズ戦（ヤンキー・スタジアム）でメジャー初登板、5回8安打4四死球2本塁打7失点で降板したが、その後ヤンキースが逆転したため勝ち負けはつかなかった。4月18日の対クリーブランド・インディアンス戦（ヤンキー・スタジアム）で、6回5安打5奪三振2失点でメジャー初勝利を挙げたが、その後も投球フォームや制球が安定せず中継ぎへ転向。4月28日の対ボストン・レッドソックス戦では、先発投手が負傷降板したのを受けて緊急登板、6回を無失点に抑えてメジャー2勝目を挙げた。この好投が認められて先発に復帰したものの、5月7日にマイナーリーグに降格。6月22日の試合でメジャー復帰したが、7月28日に2度目のマイナー降格。9月22日の試合でメジャー再復帰し中継ぎとして登板。25日には昇格後初めて先発し5回を0点に抑えたが、勝ち星はつかなかった。結局この年は2勝3敗、防御率6.25、WHIP1.67と不振に終わったが、実力を評価する声は多く、「ヤンキース以外なら活躍できる投手」、「ナ・リーグに行けば大化けする」との声も上がり、サンディエゴ・パドレスが「年俸を全て引き継ぐ形で獲得したい」と積極的な姿勢を示したが、ヤンキースがポスティングの入札金の分担まで要求したため破談となった。
2008年は前年の不振により開幕前から先発としての構想には入っておらず、スプリングトレーニングでは中継ぎとしての起用が続いた。また、開幕前の大学生との練習試合では満塁本塁打を打たれるなど、出だしからつまずいて結果を残せなかった。若手起用のため、開幕はAAA級スクラントン・ウィルクスバリ・ヤンキースで迎えた。5月9日にメジャー昇格し、その日の対デトロイト・タイガース戦に先発したが、3回を11安打6失点で敗戦投手となり、15日にマイナー降格。6月28日に再昇格し、対ニューヨーク・メッツ戦の9回に登板し、1回を無失点に抑えた。しかしその翌日に再びのマイナー降格を通告された上、7月26日にはメジャー契約を解除され、40人枠から外れた。本人は「メジャーリーグでローテーションを守れるピッチャーを目指して頑張りたい」と語り、またこの年スクラントンで14勝6敗、防御率3.45、WHIP1.19の好成績を残してAAAのベストナインに当たる「オールスターチーム」の左腕投手部門に選出されたものの、メジャーでの勝ち星を挙げることはできなかった。オフには過去の反省と今後のチーム編成について会見したGMのブライアン・キャッシュマンから「井川の獲得は失敗だった」とコメントされるなど厳しい評価が続いた。キャッシュマンからはメジャーに残る方策として横手投げへの転向も示されたが、断った。
2009年はスプリングトレーニングに招待選手として参加し、15回3分の1を投げて1失点だったが与四球率5.35と四球が多く、3月23日にマイナー行きを通告され、2年連続で開幕をスクラントンで迎えた。スクラントンでは前半戦は9勝4敗、防御率4.04、WHIP1.24の成績を残していたが、後半戦は1勝4敗、防御率5.66、WHIP 1.70と不調に陥った。最終的にはチーム最多の10勝8敗、防御率4.15、WHIP1.41の成績を残したが、メジャーでの登板はなかった。12月にはグリーンカードを申請中であることを明らかにした。29日には地元紙『ニューヨーク・ポスト』が掲載した「過去10年のニューヨークのプロスポーツ選手ワースト10」において1位に選ばれた。
2010年もスプリングトレーニングに招待選手として参加したが、中継ぎとして2回3分の2を投げて失点5、防御率16.87、WHIP1.88と振るわず、3月13日にマイナーに降格。スクラントンでは先発として10試合に先発し防御率3.96、WHIP1.24の成績を残したが、リリーフでは12試合の登板で防御率5.00、WHIP1.65と結果を残せなかった。このシーズンもメジャーでの登板はなく、2年連続でメジャーの試合に出場することはなかった。オフには前年に申請していたグリーンカードを取得し、ヤンキースとの契約終了後もMLBでのプレーを希望していることを明らかにした。
2011年はキャンプからマイナーでスタート。故郷の大洗町が東日本大震災で被災したことで3月14日に一時帰国したが20日に再渡米し、開幕はAA級トレントン・サンダーで迎えた。4月21日にはスクラントンでAAA級の対リーハイバレー・アイアンピッグス戦に先発するも、その試合以外はトレントンで5先発を含む11試合に登板し、6月12日にスクラントンに昇格。当日AAA級の対シラキュース・チーフス戦に先発し、球団史上最多タイ記録となる73先発を記録したが、トレントンで故障者が続出したことに伴い17日にトレントンに再降格した。26日にはスクラントンに再昇格したが、2試合に先発した後に再降格し、左ひじの張りで故障者リスト入りした。8月中旬に復帰し、最終的にリリーフではマイナー通算10試合の登板で1勝0敗1セーブ、防御率1.90、WHIP1.01の成績を残したが、先発では同10試合の登板で2勝2敗、防御率4.72、WHIP1.57の成績に終わった。5年間のマイナー通算成績は、107試合登板（うち先発83試合）で36勝25敗1セーブ、防御率3.83、奪三振419だった。
井川自身はアメリカでの5年間について「失ったものはない。すべてが自分の血となり肉となっている」と述べ、マイナー生活も悪いことばかりではなかったと語っている。メジャーで通用しなかったことについては2017年のインタビューで「井の中の蛙だった。世界に出て、能力が高い選手もたくさんいて努力で埋まらない差が身に染みて分かった。メジャーで投げたかったが、すごく勉強になった」と述べている一方で、球団側からの信頼度の低さと獲得の際の調査不足により、数度の失敗でチャンスを失ったことがメジャーで成功できなかった要因であるとも語っている。2021年4月に上原浩治の公式YouTubeチャンネルに出演した際には「フォームを横手投げや下手投げに変えなければメジャーには昇格させないと無理難題を押し付けられた」「2008年にAAAで最多勝を挙げるなどマイナーで活躍したにもかかわらず球団からのレッテル貼りにより正当に評価されずメジャー昇格を逃した」と語り、球団から飼い殺しに遭っていたと主張した。また、球団から中継ぎに回るよう指示されたがそれを断ったためマイナー落ちを喫したという噂が当時流れたことについて、「マイナーでは先発を希望していたが、メジャーなら先発でも中継ぎでもどこでも投げる」と否定した。
上述の通り、2007年にはパドレスがトレードでの獲得に積極的な姿勢を示したことがあった。また、2008年と2009年には日本の球団が獲得を打診したことがあり、その際にキャッシュマンは井川に「君の能力はメジャーリーグには適応しないというのが我々の評価だ。日本の球団との取引はヤンキースの財政的な負担も軽くする」と井川に直接話したが、同時に「しかし君がヤンキースにいたいのならこのトレードを断ることもできる」とも伝え、結果的に井川は2度ともトレードを拒否した。

### オリックス時代

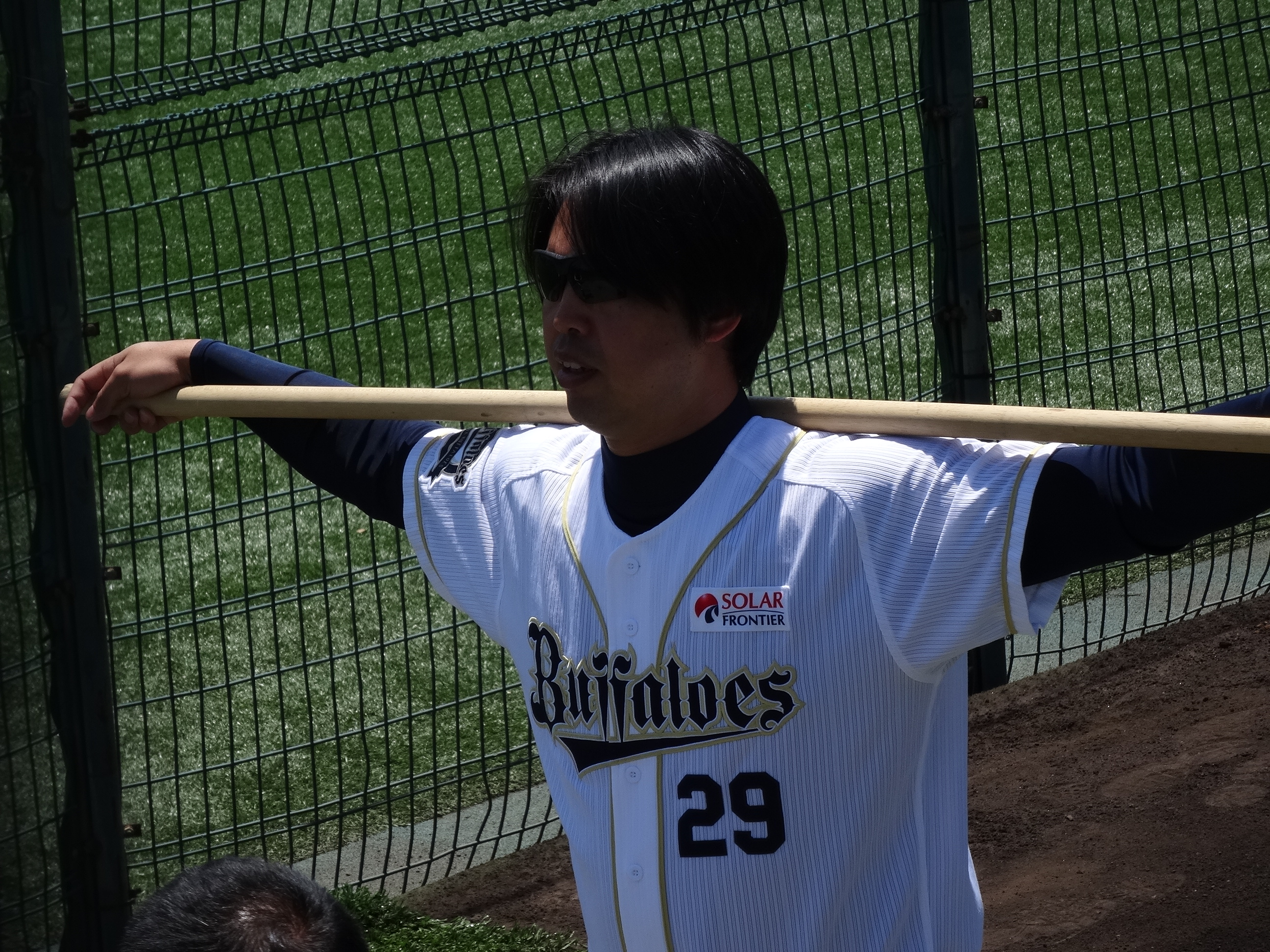
オリックス・バファローズ時代（2015年5月5日、神戸第二サブ球場にて）

2012年3月28日に阪神時代の恩師である岡田彰布が監督を務めるオリックスへの入団を自身の公式サイトにて発表し、6年ぶりにNPBに復帰した。背番号は阪神・ヤンキース時代と同じく「29」となった。5月9日に一軍登録されると、同日の対福岡ソフトバンクホークス戦（ほっともっとフィールド神戸）に先発し、2,032日ぶりとなるNPB一軍公式戦出場を果たしたが、4回表に江川智晃へ2球目を投じたところで右太股の痙攣を訴えて62球で降板。3回2/3を1失点の内容で敗戦投手になった。7月11日の対東北楽天ゴールデンイーグルス戦で8回を3安打1失点に抑え、2006年10月16日以来2,095日ぶりに日本で白星を挙げた。7月26日の対楽天戦でも7回1失点で勝利投手となり、続く8月2日の対西武戦でも7回を無失点に抑えたが、この時に左脇腹を痛めた。阪神時代には球速140 km/h後半を記録していたが、この年は平均球速137 km/hと球速が出ず、苦しいピッチングを強いられた。その後は2試合連続で8失点し、8月16日に登録抹消。8月31日に一軍復帰すると、2試合連続でクオリティ・スタートを達成したものの敗戦投手となり、9月14日の対楽天戦で先発した際に左脇腹痛が再発して1回限りで降板し、そのままシーズン終了となった。結局、日本球界復帰初年度は12試合の先発で2勝7敗、防御率4.65に終わった。10月30日にはオリックス移籍前から違和感を持っていた左肘の遊離軟骨と骨棘の除去手術を受けた。
2013年は術後リハビリ中も腰に違和感を抱え復帰は5月末になったが、そこから8月頭までの9試合に先発し、勝敗こそ3勝3敗の5割だったが防御率2.59の成績だった。8月に二軍落ちをして以降はチーム事情も重なり一軍復帰はなくシーズンを終えた。
2014年はオープン戦で結果を残し、開幕ローテーション入りを勝ち取った。しかし3月29日の対日本ハム戦で、陽岱鋼に先頭打者本塁打を浴びるなど初回から打ち込まれ、自己最短となる2/3回で降板した。その後異例の中3日で4月3日の対楽天戦に先発し、5回無失点で勝利投手となったが、セ・パ交流戦を機に先発投手の頭数の関係で5月に登録抹消されると、新人の東明大貴や井川と同じ先発左腕の松葉貴大の先発ローテーション定着もあり、以後一軍での登板はなかった。
2015年には一軍公式戦での登板機会がなくウエスタン・リーグの公式戦でも0勝4敗、防御率14.40と不振を極めた。シーズン中の6月頃から食事療法に取り組み、2か月で体重を約12 kg減らしたが、10月2日に球団から戦力外通告を受けた。

### オリックス退団後
「アメリカからの帰国後では一番いい状態」として、現役続行を模索。2015年11月10日に草薙球場で開かれた12球団合同トライアウトには参加しなかったが、NPB球団以外のプレーも視野に、代理人に交渉を任せながら自主トレーニングに専念した。
2016年2月より、阪神時代のトレーニングコーチで、独立リーグのBFL（現：関西独立リーグ）に加盟する兵庫ブルーサンダーズでコーチを務めていた続木敏之の誘いで兵庫の練習に参加。井川は9月に自らの公式ブログで「ブルーサンダーズの試合で登板できる機会を頂戴できれば」という意向を示したが、正式な契約には至らなかったため、シーズン終了まで実戦登板の機会はなかった。

### 兵庫時代
2016年12月15日付で、兵庫との選手契約を正式に締結した。背番号は引き続き「29」となった。この時点ではオープン戦や練習試合のみ出場できる練習生契約で、体調などが整った場合にリーグ戦に出場できる本契約へ移行することが想定されていた。同月22日に臨んだ記者会見では、「1年間ずっと練習してきたので、野球に対する思いはまだまだ残っているが、NPBへの復帰など先のことはまだ考えていない。まずは兵庫の選手として1シーズンしっかり投げられるように身体を仕上げたい」と抱負を述べた。
2017年3月31日付で、兵庫と支配下選手契約を結んだ。4月には、2日のリーグ開幕戦で救援投手として2年振りの公式戦登板を果たすと、先発として臨んだ20日の試合では6回無失点の好投でBFL初勝利を記録した。その一方で、6月には「何とかもう一段階レベルを上げて、自分の球を投げて、気分よく終わりたい。1年間しっかり投げて納得いく形になれば、潮時かなと思っている」という表現で、この年限りで現役生活を終える可能性を示唆した。結局、BFLの公式戦全体では、11勝0敗、防御率1.09、94奪三振という成績で、最多勝利・最優秀防御率・最多奪三振のタイトルを獲得した。10月5日には、兵庫の一員として阪神鳴尾浜球場で阪神二軍との練習試合に先発し、3回1被安打1失点だった。試合後には「やりきった感はある」とのコメントを残す一方で、自身の去就については「すべて終わってから考えようと思う」として明言しなかった。
シーズン終了後の11月27日、契約満了となる11月30日をもって兵庫を退団することが発表された。発表に付されたコメントで、「このまま引退ということは考えておらず、現役は続行するつもりでいったん休養に入りたい」と述べるとともに、引き続き何らかの形で兵庫に関係する意向を示した。

### 兵庫退団後
2018年7月に放送されたフジテレビ『ニチファミ!』において、年収は「0円」で、現役復帰を目指しトレーニングを続けていることが報じられた。また、『茨城新聞』の取材に対しては現状を「休養」と述べ、兵庫の選手とのトレーニングを継続していることを明らかにし、兵庫を退団した理由は「独立リーグは若手の場所」という考えによると語った。11月4日には兵庫OB戦で先発登板し、3回を投げ6奪三振を記録したが、「現役続行は難しいかな」とコメントした。
2019年は7月29日に東京ドームで開催されたプロ野球OBによるエキシビジョン戦「サントリードリームマッチ 2019」に「ドリームヒーローズ」の一員として参加し、先発投手として1回を投げ無失点。試合後に更新された本人のブログに「これからも、自分に厳しくトレーニングに励んでいき、いつでも投げられる状態をキープし、またいつの日か、マウンドに立つことができればと願っています」と記し、復帰を目指しトレーニングを続けている旨を明かした。
2020年は6月6日に生放送されたTBSテレビ『炎の体育会TV』に出演。ティモンディのたかぎし、ゴールデンボンバーの樽美酒研二、三代目 J SOUL BROTHERS from EXILE TRIBEのELLY、俳優の岡田健史と対戦し、全員を打ち取った。マスクをかぶって正体を隠した「マスク・ド・ピッチャー」としての出演だったが、特徴のある口元から正体を明かす前から視聴者の間では正体が判明していた。同番組の出演に当たり、古巣の関西独立リーグ・兵庫と4日間の練習を行っていた。8月9日に開催された兵庫とこの年発足したばかりの北海道ベースボールリーグ・美唄ブラックダイヤモンズの交流戦（美唄市営野球場、非公式戦）にて、兵庫のOBとして1試合限定で復帰登板。1イニング打者6人に対して33球を投げ、振り逃げを含む4奪三振、無失点という内容だった。
2021年に毎日放送・GAORA（Tigers-ai製作）の野球解説者に就任。その後2023年からはデイリースポーツの野球評論家を務めている。

## 選手としての特徴
オーバースローから投げるストレートは最速151 km/hを記録していた。メジャー1年目の平均球速は144 km/h、日本復帰1年目は平均球速137 km/hに落ちた。ストレートと同じ回転でシンカーのように曲がりながら落ちるチェンジアップ、スライダーが武器。ヤンキース移籍後はカットボールやツーシームも投げるようになった。
コントロールが悪かった新人時代、当時の監督である野村より「ダーツの的に当てるイメージで投げろ」とアドバイスを受けた。自らもダーツボードを購入している。
阪神に同期入団し、捕手として井川の球を受けてきた中谷仁によれば、入団当初の井川は特別いいボールを投げていたわけではなかったが、2001年頃からボールの回転や威力が向上し、その年のシーズン終了後に参加した二軍選手中心の教育リーグで、立川隆史や福浦和也ら一軍選手を揃えたロッテを相手に見違えるような投球を見せた。中谷は、井川がチェンジアップを習得したのもおそらくこの頃で、強靭な下半身によって投げられるようになったと推測している。
ボールの威力自体はメジャーでもトップクラスとの評価を受けており、2007年にはハードヒット率（芯でとらえられる率）の低さがマリアノ・リベラに次ぐチーム2位の.196を記録した。スクラントンでのチームメイトらは井川について「ビッグリーグで投げるべきピッチャー」「上でやれる力はあっても、そういう機会に恵まれないことだってある」と語っていたが、フランク・トーマスから「四球が多いといった制球力の問題よりも、コースが甘くなることが最大の問題」と言われ、またジョー・トーリから「球は悪くない。問題は制球力」と言われるように、コマンド（狙ったスポットに投げる能力）の不足や日本時代から高かった被本塁打率の高さなどによりメジャー昇格を果たせなかった。佐野慈紀は、井川がメジャーリーグで苦しんだ原因としてチェンジアップの制球力を挙げている。。井川自身は「チェンジアップの浮き球は日本人選手はミスしてくれることが多いが、メジャーの選手には高い確率で打たれてしまう」と振り返っている。
ヤンキース入団は当時ヤンキースGM補佐だったビリー・エプラーの強い推薦により実現したが、1年目のスプリングトレーニングでブルペンに入った際、エプラーはブルペン捕手に「どうだい？ すごい球を投げるだろう」と聞いたところ、「故障をしているならわかるがとてもメジャーのレベルじゃない。制球は最悪だ」と返される場面があった。
オフシーズンは自主トレの一環として茨城県内のオリエンテーリング大会に参加している。
デーゲームを苦手としており、登板時はサングラスを着用する。

## 人物
若いころは1か月で1万円使うと「今月は使いすぎた」と言っていたほどの倹約家であり、金銭への執着がないタイプである。趣味はコンピュータゲームで、2012年にはセガ『WORLD CLUB Champion Football』の第16回 JAPAN WINNER'S CHAMPIONSHIPで関東ブロックのエリア大会を勝ち抜き全国大会に進出した。阪神時代に選手寮に住んでいた当時、野球をしている時以外の時間はほとんどゲームに費やしており、年俸の使い途もほとんどがゲームソフトやゲーム攻略本で、1か月の出費が攻略本490円だけという時もあった。節約のために移動用として球団から支給されたのぞみのグリーンチケットをひかりの自由席券に買い替えたこともある。その選手寮「虎風荘」には、寮生活が気に入ったことから年俸1億円プレーヤーになるまで6年間も住み続け、そこを出る際には球団に「そこに住むから、甲子園の駐車場にプレハブ小屋を建てて欲しい」と要望したという。
将棋好きでもあり、阪神時代は球場ロッカーで選手やスタッフらと対局していた。2004年にノーヒットノーランを達成した日も試合前に久保田智之との対局に熱中するあまりブルペンでの投球練習に遅れ、万全ではない状態で登板したというエピソードがある。2007年1月には日本将棋連盟より将棋親善大使を委嘱されるとともに初段免状を贈られた。
年代は違うが大久保博元とは実家が近く、小学校・中学校・高校すべて同じである。また、茨城大会決勝で茨城東に敗れ夏の甲子園出場を逃した経歴も共通する。なお、茨城東の甲子園出場は大久保が水戸商2年だった1983年夏と井川が水戸商3年だった1997年の2回だけである。
野球では左投左打だが、ペンは右手で持ち、箸は左手で持つ。

## 詳細情報

### 年度別投手成績
| 年 度     | 球 団      | 登 板 | 先 発 | 完 投 | 完 封 | 無 四 球 | 勝 利 | 敗 戦 | セ 丨 ブ | ホ 丨 ル ド | 勝 率 | 打 者 | 投 球 回 | 被 安 打 | 被 本 塁 打 | 与 四 球 | 敬 遠 | 与 死 球 | 奪 三 振 | 暴 投 | ボ 丨 ク | 失 点 | 自 責 点 | 防 御 率 | W H I P |
| --------- | ---------- | ----- | ----- | ----- | ----- | -------- | ----- | ----- | -------- | ----------- | ----- | ----- | -------- | -------- | ----------- | -------- | ----- | -------- | -------- | ----- | -------- | ----- | -------- | -------- | ------- |
| 1999      | 阪神       | 7     | 3     | 0     | 0     | 0        | 1     | 1     | 0        | --          | .500  | 80    | 15.1     | 23       | 1           | 13       | 0     | 1        | 14       | 0     | 0        | 11    | 11       | 6.46     | 2.35    |
| 2000      | 阪神       | 9     | 5     | 0     | 0     | 0        | 1     | 3     | 0        | --          | .250  | 172   | 39.1     | 36       | 5           | 19       | 1     | 0        | 37       | 7     | 0        | 19    | 19       | 4.35     | 1.40    |
| 2001      | 阪神       | 29    | 28    | 3     | 2     | 0        | 9     | 13    | 0        | --          | .409  | 829   | 192.0    | 174      | 11          | 89       | 6     | 3        | 171      | 6     | 0        | 76    | 57       | 2.67     | 1.37    |
| 2002      | 阪神       | 31    | 29    | 8     | 4     | 2        | 14    | 9     | 1        | --          | .609  | 830   | 209.2    | 163      | 15          | 53       | 1     | 7        | 206      | 8     | 0        | 63    | 58       | 2.49     | 1.03    |
| 2003      | 阪神       | 29    | 29    | 8     | 2     | 3        | 20    | 5     | 0        | --          | .800  | 839   | 206.0    | 184      | 15          | 58       | 3     | 3        | 179      | 5     | 0        | 72    | 64       | 2.80     | 1.17    |
| 2004      | 阪神       | 29    | 29    | 6     | 3     | 1        | 14    | 11    | 0        | --          | .560  | 840   | 200.1    | 190      | 29          | 54       | 0     | 6        | 228      | 5     | 0        | 95    | 83       | 3.73     | 1.22    |
| 2005      | 阪神       | 27    | 27    | 2     | 1     | 1        | 13    | 9     | 0        | 0           | .591  | 749   | 172.1    | 199      | 23          | 60       | 0     | 1        | 145      | 4     | 0        | 91    | 74       | 3.86     | 1.50    |
| 2006      | 阪神       | 29    | 29    | 8     | 3     | 2        | 14    | 9     | 0        | 0           | .609  | 844   | 209.0    | 180      | 17          | 49       | 3     | 6        | 194      | 4     | 0        | 77    | 69       | 2.97     | 1.10    |
| 2007      | NYY        | 14    | 12    | 0     | 0     | 0        | 2     | 3     | 0        | 0           | .400  | 313   | 67.2     | 76       | 15          | 37       | 1     | 4        | 53       | 5     | 1        | 48    | 47       | 6.25     | 1.67    |
| 2008      | NYY        | 2     | 1     | 0     | 0     | 0        | 0     | 1     | 0        | 0           | .000  | 24    | 4.0      | 13       | 0           | 0        | 0     | 0        | 0        | 0     | 0        | 6     | 6        | 13.50    | 3.25    |
| 2012      | オリックス | 12    | 12    | 0     | 0     | 0        | 2     | 7     | 0        | 0           | .222  | 278   | 62.0     | 64       | 5           | 31       | 0     | 2        | 36       | 3     | 1        | 35    | 32       | 4.65     | 1.53    |
| 2013      | オリックス | 9     | 9     | 0     | 0     | 0        | 3     | 3     | 0        | 0           | .500  | 205   | 48.2     | 48       | 2           | 15       | 0     | 2        | 41       | 2     | 0        | 15    | 14       | 2.59     | 1.34    |
| 2014      | オリックス | 8     | 8     | 0     | 0     | 0        | 2     | 2     | 0        | 0           | .500  | 149   | 33.0     | 37       | 4           | 12       | 0     | 0        | 28       | 0     | 0        | 17    | 14       | 3.82     | 1.48    |
| NPB：11年 | NPB：11年  | 219   | 208   | 35    | 15    | 9        | 93    | 72    | 1        | 0           | .564  | 5815  | 1387.2   | 1298     | 127         | 453      | 14    | 31       | 1279     | 44    | 1        | 571   | 495      | 3.21     | 1.26    |
| MLB：2年  | MLB：2年   | 16    | 13    | 0     | 0     | 0        | 2     | 4     | 0        | 0           | .333  | 337   | 71.2     | 89       | 15          | 37       | 1     | 4        | 53       | 5     | 1        | 54    | 53       | 6.66     | 1.76    |

- 各年度の太字はリーグ最高

### 年度別守備成績
| 年 度 | 球 団      | 投手（P） | 投手（P） | 投手（P） | 投手（P） | 投手（P） | 投手（P） |
| 年 度 | 球 団      | 試 合     | 刺 殺     | 補 殺     | 失 策     | 併 殺     | 守 備 率  |
| ----- | ---------- | --------- | --------- | --------- | --------- | --------- | --------- |
| 1999  | 阪神       | 7         | 0         | 3         | 0         | 0         | 1.000     |
| 2000  | 阪神       | 9         | 0         | 6         | 0         | 2         | 1.000     |
| 2001  | 阪神       | 29        | 9         | 29        | 7         | 1         | .844      |
| 2002  | 阪神       | 31        | 8         | 42        | 0         | 3         | 1.000     |
| 2003  | 阪神       | 29        | 8         | 28        | 1         | 1         | .973      |
| 2004  | 阪神       | 29        | 3         | 26        | 3         | 1         | .906      |
| 2005  | 阪神       | 27        | 3         | 29        | 1         | 3         | .970      |
| 2006  | 阪神       | 29        | 2         | 26        | 1         | 0         | .966      |
| 2007  | NYY        | 14        | 1         | 3         | 1         | 1         | .800      |
| 2008  | NYY        | 2         | 0         | 1         | 0         | 0         | 1.000     |
| 2012  | オリックス | 12        | 3         | 15        | 1         | 0         | .947      |
| 2013  | オリックス | 9         | 2         | 7         | 0         | 1         | 1.000     |
| 2014  | オリックス | 8         | 0         | 3         | 1         | 0         | .750      |
| NPB   | NPB        | 219       | 38        | 214       | 15        | 12        | .944      |
| MLB   | MLB        | 16        | 1         | 4         | 1         | 1         | .833      |

- 各年度の太字はリーグ最高

### タイトル
NPB
- 最多勝利：1回（2003年）
- 最優秀防御率：1回（2003年）
- 最多奪三振：3回（2002年、2004年、2006年）
- 最高勝率：1回（2003年）※当時連盟表彰なし。セントラル・リーグでは、1972年までと2013年以降表彰

### 表彰
NPB
- 沢村栄治賞：1回（2003年）
- 最優秀選手：1回（2003年）
- ベストナイン：1回（投手部門：2003年）
- 最優秀投手：1回（2003年）
- 月間MVP：3回（投手部門：2002年4月、2003年6月、2003年7月）
- 最優秀バッテリー賞：1回（2003年、捕手：矢野輝弘）
- 優秀JCB・MEP賞：1回（2001年）
- サンスポMVP特別賞（2002年[98]）

### 記録
NPB投手記録
- 初登板：1999年5月2日、対広島東洋カープ6回戦（阪神甲子園球場）、5回表に2番手で救援登板、1安打2四球1死球3失点
- 初奪三振：1999年5月7日、対横浜ベイスターズ6回戦（横浜スタジアム）、4回裏に波留敏夫から
- 初完投勝利：2001年4月24日、対読売ジャイアンツ4回戦（阪神甲子園球場）、9回1失点
- 初完封勝利：2001年8月17日、対横浜ベイスターズ20回戦（横浜スタジアム）
- 初セーブ：2002年10月12日、対広島東洋カープ28回戦（広島市民球場）、8回裏に3番手で救援登板・完了、2回無失点
- 1000投球回：2005年8月23日、対広島東洋カープ14回戦（広島市民球場）、7回裏3死目に前田智徳を空振り三振で達成 ※史上304人目
- 1000奪三振：2006年4月14日、対広島東洋カープ3回戦（阪神甲子園球場）、9回表に梵英心から ※史上119人目

NPB打撃記録
- 初安打：1999年6月1日、対横浜ベイスターズ9回戦（阪神甲子園球場）、3回裏に福盛和男から左翼へ二塁打
- 初打点：2001年5月10日、対横浜ベイスターズ7回戦（横浜スタジアム）、7回表に米正秀から投手前スクイズ

NPBその他の記録
- ノーヒットノーラン：2004年10月4日、対広島東洋カープ28回戦（広島市民球場）※史上71人目
- オールスターゲーム出場：3回（2001年 - 2003年）

### 独立リーグでの投手成績
| 年 度     | 球 団     | 登 板 | 完 投 | 勝 利 | 敗 戦 | セ 丨 ブ | 勝 率 | 打 者 | 投 球 回 | 被 安 打 | 被 本 塁 打 | 与 四 球 | 与 死 球 | 奪 三 振 | 暴 投 | ボ 丨 ク | 失 点 | 自 責 点 | 防 御 率 | W H I P |
| --------- | --------- | ----- | ----- | ----- | ----- | -------- | ----- | ----- | -------- | -------- | ----------- | -------- | -------- | -------- | ----- | -------- | ----- | -------- | -------- | ------- |
| 2017      | 兵庫      | 14    | 1     | 11    | 0     | 0        | 1.00  | 300   | 82.0     | 43       | 1           | 18       | 0        | 94       | 2     | 0        | 11    | 10       | 1.10     | 0.74    |
| 通算：1年 | 通算：1年 | 14    | 1     | 11    | 0     | 0        | 1.00  | 300   | 82.0     | 43       | 1           | 18       | 0        | 94       | 2     | 0        | 11    | 10       | 1.10     | 0.74    |

- 各年度の太字はリーグ最高、赤太字はBFLにおける歴代最高

### 独立リーグでのタイトル・表彰
BFL
- 最多勝利：1回（2017年[99]）
- 防御率1位：1回（2017年[99]）
- 最多奪三振：1回（2017年[99]）

### 背番号
- 29（1998年 - 2008年、2012年 - 2015年、2017年）※2020年の1試合復帰時も着用[100]

### 登場曲
- 「君のいちばんに…」LINDBERG

## 関連情報

### 関連書籍
- 『海を渡る：サムライたちの球跡』（長谷川晶一著、扶桑社、2024年9月、ISBN 9784594098056）